# Bernard-Henri Lévy

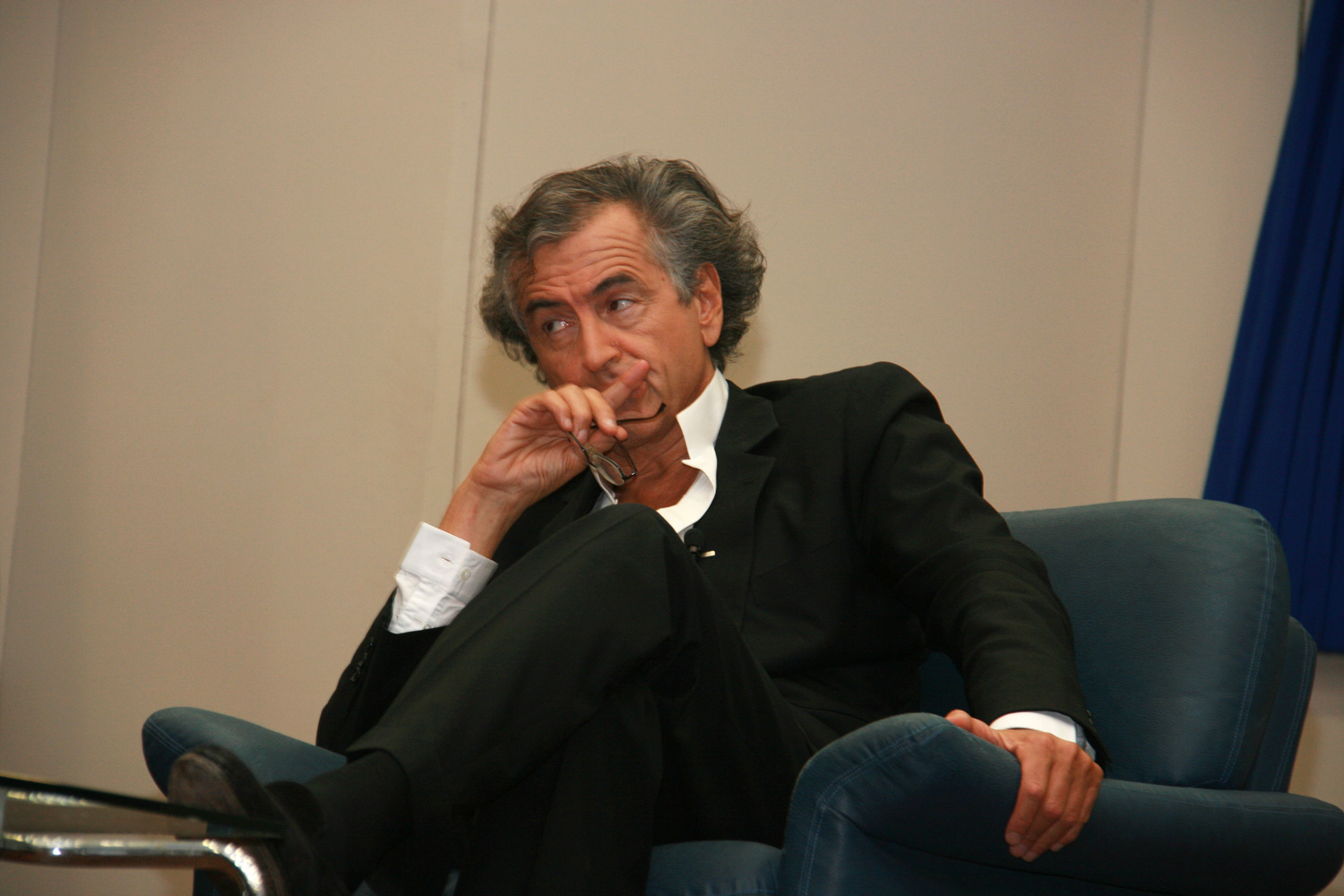
Bernard-Henri Lévy.

Bernard-Henri Lévy, född 5 november 1948 i Béni-Saf, Algeriet, är en fransk företagare, politiker, författare och filosof.

## Biografi
Lévy, ofta kallad enbart BHL, föddes 1948 i Algeriet. Hans familj flyttade till Paris när han var fem månader. Hans far André Lévy var multimiljonär och grundare av ett trävaruföretag. 
1968 inskrevs han vid elituniversitetet École Normale Supérieure, där han bland andra undervisades av Jacques Derrida och Louis Althusser. Han tog examen där i filosofi. Under början av sin karriär var han verksam som krigskorrespondent vid Combat som Albert Camus grundat när nazisterna ockuperade Frankrike. 1971 var han i Indien och Bangladesh varunder han bevakade kriget mot Pakistan. Detta blev ämnet för hans första bok, Bangla-Desh, Nationalisme dans la révolution (Bangladesh, nationalismen i revolutionen) som gavs ut 1973.
Återkommen till Paris, var han med och grundade Nouveaux Philosophes, Nya filosofin, en grupp intellektuella som vände sig emot marxisternas och socialisternas reaktion på studentrevolten maj 1968. Nya filosofin artikulerade en grundlig kritik mot marxismen och socialismen långt före Sovjets fall. Under 1970-talet undervisade han i epistemologi vid Strasbourgs universitet och filosofi vid École Normale Supérieure. 1977 framträdde han för första gången offentligt som representant för Nya filosofin tillsammans med André Glucksmann, och samma år gav han ut La barbarie à visage humain (Barbarism med mänskligt ansikte) i vilken han framhärdade att marxismen på djupet var omoralisk.
1981 gav han ut L'Idéologie française (Den franska ideologin) som anses vara hans viktigaste bok.
Han är gift med skådespelerskan Arielle Dombasle. Hans dotter i första äktenskapet, Justine Lévy, är en bästsäljande författare. När Bernard-Henri Lévy's far avled 1995 ärvde han dennes företag, och var chef där till han sålde det 1997 till François Pinault för 750 miljoner franc.

## Gärningar
Lévy var en av de första intellektuella att kräva ett ingripande i Bosnien på 1990-talet, och var av de första som uttalade sig om fånglägren i Serbien. 2003 skrev han en uppfordrande sammanställning av sina försök att finna de som mördade Wall Street Journals reporter Daniel Pearl, som avrättades av islamiska extremister föregående år. Vid tidpunkten för Pearls död var Lévi i Afghanistan som president Jacques Chiracs envoyé. Under 2003 befann han sig i Pakistan, Indien, Europa och USA för att utforska orsaken till att Pearl fångats och dödats. I boken, Who Killed Daniel Pearl?, driver Lévy tesen att mordet berodde på att Pearl vetat för mycket om sambanden mellan Pakistans säkerhetsorganisation, atomfysiker, och Al-Qaida. 
BHL är känd för sina sakfel. I boken Le Testament de Dieu, från 1979, åberopar han en text som anges vara från Romarrikets nedgång (400 e.Kr.), men egentligen skrevs under den första kejsarperioden. Vidare citerar han Heinrich Himmlers tal från Nürnbergrättegången, trots att Himmler tog sitt liv sex månader innan rättegången påbörjades. I en intervju beträffande sin reseskildring från Amerika, American Vertigo (2006), angav han att den skrivits i skuggan av orkanen Katrina, men när intervjuaren påpekade att orkanen inträffade efter BHL:s vistelse i USA ändrade han sig och sa ”i skuggan av förväntan av Katrina”.
I Frankrike florerar Lévy ofta med sin hustru i tidskrifter, och han porträtteras ibland som en narcissistisk dandy. Han påstås till exempel ha sagt ”Gud är död men mitt hår är perfekt”. 1997 regisserade han en film med hustrun i huvudrollen med Alain Delon som motspelare. 
I mars 2006 skrev Lévy under MANIFESTO: Together facing the new totalitarianism, i protest mot den muslimska världens respons på Muhammedbilderna i Jyllands-Posten.
2006 publicerade Lévy American Vertigo: Traveling America in the Footsteps of Tocqueville 
Den 12 april 2024, i en utredning som stängdes i Tunisien, anklagades Bernard-Henri Lévy för att ha upprätthållit förbindelser med den tunisiske lobbyisten Kamel Eltaïef och för att ha ingripit för att förhindra produktionen av fosfat i Tunisien till förmån för andra länder i regionen. Bernard-Henri Lévy anklagas också för att ha propagerat "frimurarisk" ideologi genom välgörenhetsorganisationer och tunisiska personligheter som åtalats i denna affär, förutom att ha arbetat för att normalisera relationerna mellan Tunisien och Israel och att vara en "medlem i Mossad", den israeliska organisationen. . underrättelsetjänsten, ansåg undersökningsdomaren att han hade tillräckligt med underlag för att inleda förfarandet.
BHL har blivit en känd debattör och företrädare för sionismen.

### På franska
- Bangla-Desh, Nationalisme dans la révolution, 1973.
- La barbarie à visage humain, 1977.
- Le testament de Dieu, 1978.
- Idéologie française, 1981.
- Le diable en tête, 1984.
- Eloge des intellectuels, 1988.
- Les derniers jours de Charles Baudelaire, 1988.
- Les aventures de la liberté, 1991.
- Le jugement dernier, 1992
- Les hommes et les femmes, 1994.
- La pureté dangereuse, 1994.
- Le siècle de Sartre, 2000.
- Réflexions sur la Guerre, le Mal et la fin de l’Histoire, 2002.
- Qui a tué Daniel Pearl ?, 2003.
- Récidives, 2004.

### På svenska
- Barbari med mänskligt ansikte (La barbarie à visage humain) (översättning Jan Berg, Coeckelberghs, 1978)
- Ängel och demon (Le diable en tête) (översättning av Ingrid Krook, Legenda, 1987)
- Charles Baudelaires sista dagar (Les derniers jours de Charles Baudelaire) (översättning av Jan Henrik Swahn, Legenda, 1990)

### På engelska
- Bernard Henri Lévy, Charlotte Mandell, American Vertigo : Traveling America in the Footsteps of Tocqueville, Random House, januari 2006, hardcover, 320 pages, ISBN 1-4000-6434-1
- Bernard Henri Lévy, Richard Veasey, Adventures on the Freedom Road Harvill Press , 1995, hardcover, ISBN 1-86046-035-6
- Ed. Bernard-Henry Lévy, What Good Are Intellectuals: 44 Writers Share Their Thoughts, Algora Publishing, 2000, paperback, 276 pages, ISBN 1-892941-10-4
- Bernard-Henri Lévy, War, Evil and End of History, Gerald Duckworth & Co. Ltd, October 2004, hardcover, 400 pages, ISBN 0-7156-3336-8
- Bernard-Henri Lévy, Left in Dark Times: A Stand Against the New Barbarism, 2008